# Sociedade Dinamarquesa de Matemática
A Sociedade Dinamarquesa de Matemática é uma sociedade de matemáticos Dinamarqueses fundada em 1873 na Universidade de Copenhaga, um ano após a Sociedade Francesa de Matemática (fr:Société Mathématique de France). De acordo com o sítio da instituição na Internet, tem "o objectivo de actuar em prol da matemática na investigação e na educação."  

## História
A Sociedade foi fundada por iniciativa de Thorvald Nicolai Thiele. O primeiro comité, ou comissão instaladora, incluiu Thiele, Hieronymus Georg Zeuthen e Julius Petersen.  

### Presidentes
- Johan Ludwig Jensen (1892–1903)
- Vilhelm Herman Oluf Madsen (1903–1910)
- Niels Nielsen (1910–1917)
- Johannes Mollerup (1917–1926)
- Harald Bohr (1926–1929, 1937–1951)
- Børge Jessen (1954–1958)